# Bob Hollway
Robert Hollway (Ann Arbor, 29 gennaio 1926 – 13 marzo 1999) è stato un allenatore di football americano statunitense nella National Football League (NFL).

## Carriera
Hollway iniziò la carriera nel 1967 come allenatore della defensive line dei Minnesota Vikings sotto la direzione del capo-allenatore Bud Grant. Durante la sua prima stagione diede forma a un gruppo di atleti che sarebbe divenuto noto come "Purple People Eaters", compresi due futuri Hall of Famer come Carl Eller e il rookie Alan Page. Nei successivi tre anni fu promosso come coordinatore difensivo, vincendo il campionato NFL nel 1969 e perdendo il Super Bowl IV contro i Kansas City Chiefs. Nel 1971 e 1972 fu il capo-allenatore dei St. Louis Cardinals, con cui ebbe un record complessivo di 8-18-2.
Nel febbraio 1973 Hollway divenne assistente allenatore dei Detroit Lions. Nel 1975 passò ai San Francisco 49ers con lo stesso ruolo. Nel 1976 divenne coordinatore difensivo dei neonati Seattle Seahawks, riunendosi con l'ex assistente di Minnesota Jack Patera e rimanendovi per due annate. Dal 1978 al 1985 tornò ai Vikings come coordinatore difensivo.

## Palmarès
- Campionati NFL : 1

Minnesota Vikings: 1969 (come coordinatore difensivo)